# Sara Visser
Sara Visser (1986) is een Nederlandse actrice en fotomodel.
In 2011 vertolkte ze de rol van Samira in de televisieserie Raveleijn. In 2018 had ze een rol als Emma in de langspeelfilm De Dirigent van Maria Peters. Daarnaast had ze gastrollen in Goede tijden, slechte tijden, A'dam - E.V.A., Law & Order: Special Victims Unit en NCIS: Los Angeles.
Visser is gevestigd in Los Angeles. Als achttienjarige trok ze naar Parijs voor modellenwerk. Het was de start van een wereldwijde carrière waarna ze terugkeerde naar Amsterdam voor een driejarige opleiding aan de faaam film actors academy. Aansluitend stelde ze zich kandidaat en kreeg ze een volledige beurs voor het driejarig programma van The Stella Adler Studio of Acting in New York. Na de opleiding verhuisde ze in 2017 naar de Amerikaanse westkust.
Visser is de jongste dochter van de Weertse beeldend kunstenaar Bernard Visser en dramadocente Tineke Prins. Haar zes jaar oudere zus is zangeres Roos Visser.